# Émpa
Émpa är en ort i Cypern.   Den ligger i distriktet Eparchía Páfou, i den västra delen av landet, 90 km väster om huvudstaden Nicosia. Émpa ligger 118 meter över havet och antalet invånare är 4 519. Den ligger på ön Cypern.
Terrängen runt Émpa är kuperad åt nordost, men åt sydväst är den platt. Havet är nära Émpa åt sydväst. Närmaste större samhälle är Pafos, 3,4 km söder om Émpa. Trakten runt Émpa är i huvudsak tätbebyggd.
Klimatet i området är tempererat. Årsmedeltemperaturen i trakten är 21 °C. Den varmaste månaden är augusti, då medeltemperaturen är 31 °C, och den kallaste är januari, med 10 °C. Genomsnittlig årsnederbörd är 631 millimeter. Den regnigaste månaden är januari, med i genomsnitt 141 mm nederbörd, och den torraste är augusti, med 2 mm nederbörd.